# 瓷窯里遺址
瓷窯里遺址位於重慶市榮昌縣安富鎮大院村6組，文物遺址年代為宋，2009年12月15日列為第二批重慶市文物保護單位。